# Hundsmarkt
Hundsmarkt ist ein Dorf der Marktgemeinde Thalgau im Land Salzburg.

## Lage
Das Dorf liegt über dem westlichen Ende des Fuschlsees.

## Geschichte
Seit dem 16. Jahrhundert befindet sich hier die Hundsmarktmühle, die 1570 erstmals als Mühle am Gailnbach erwähnt wurde. 1989 wurde die Mühle von der Marktgemeinde Thalgau erworben und zu einem Museum und Veranstaltungszentrum umgebaut.

## Kultur und Sehenswürdigkeiten
- Hundsmarktmühle